# Anacithara platycheila
Anacithara platycheila é uma espécie de gastrópode do gênero Anacithara, pertencente a família Horaiclavidae.